# Roumois
Le Roumois est une région naturelle de Normandie, située au nord du département de l'Eure.

## Géographie
C'est un plateau qui est limité au nord par la Seine en aval d'Elbeuf, à l'ouest par la vallée de la Risle et caractérisé par la pointe de la Roque.
Il jouxte au sud la plaine du Neubourg.
Les paysages du Roumois évoquent beaucoup ceux du pays de Caux qui lui fait face au nord du fleuve. En effet, le paysage est pour partie organisé en openfields, où les cultures céréalières se mêlent à l'élevage bovin. Les fermes traditionnelles sont parfois entourées de haies d'arbres.
Les bourgs principaux sont Bourg-Achard et Bourgtheroulde-Infreville.

## Histoire
Selon l'Encyclopédie méthodique (Paris, M DCC LXXXVIII), le Roumois est attesté au Moyen Âge comme Rothomagensis ager.
Rothomagensis est la latinisation médiévale d'une appellation gallo-romane *ROTOMAGE(N)SE dont l'évolution phonétique a abouti à Roumeis en normand et Roumois en français. Elle dérive de l'ancien nom de Rouen, le gaulois Rotomagos, latinisé en Rotomagus. Le Roumois était le pagus Rotomagensis, « pays de Rouen », directement dépendant de cette dernière.
Si l'occupation des sols à l'époque gallo-romaine a laissé les traces de villa rustica, en revanche, il ne reste quasiment aucun toponyme relatif à cette époque et à l'époque précédente. En effet, la plupart des noms de lieux ne sont pas antérieurs à l'installation massive de colons anglo-scandinaves.
Quillebeuf est jadis citée comme ville principale. Ce pays abonde en bled et fruits et L'on estime les toiles du Roumois, dites 'toiles de ménage' .
La forêt de Brotonne lui fournit du bois à bâtir et à brûler.

## Économie
L'économie de cette région repose sur l'agriculture et elle subit l'influence des centres industriels de la Seine-Maritime (proximité de l'agglomération rouennaise et d'Elbeuf).